# Tom Tailor

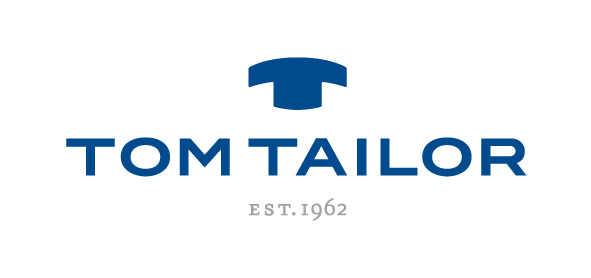
Logo

Tom Tailor est une entreprise allemande de prêt-à-porter, créée en 1962 à Hambourg.

## Histoire de l'entreprise

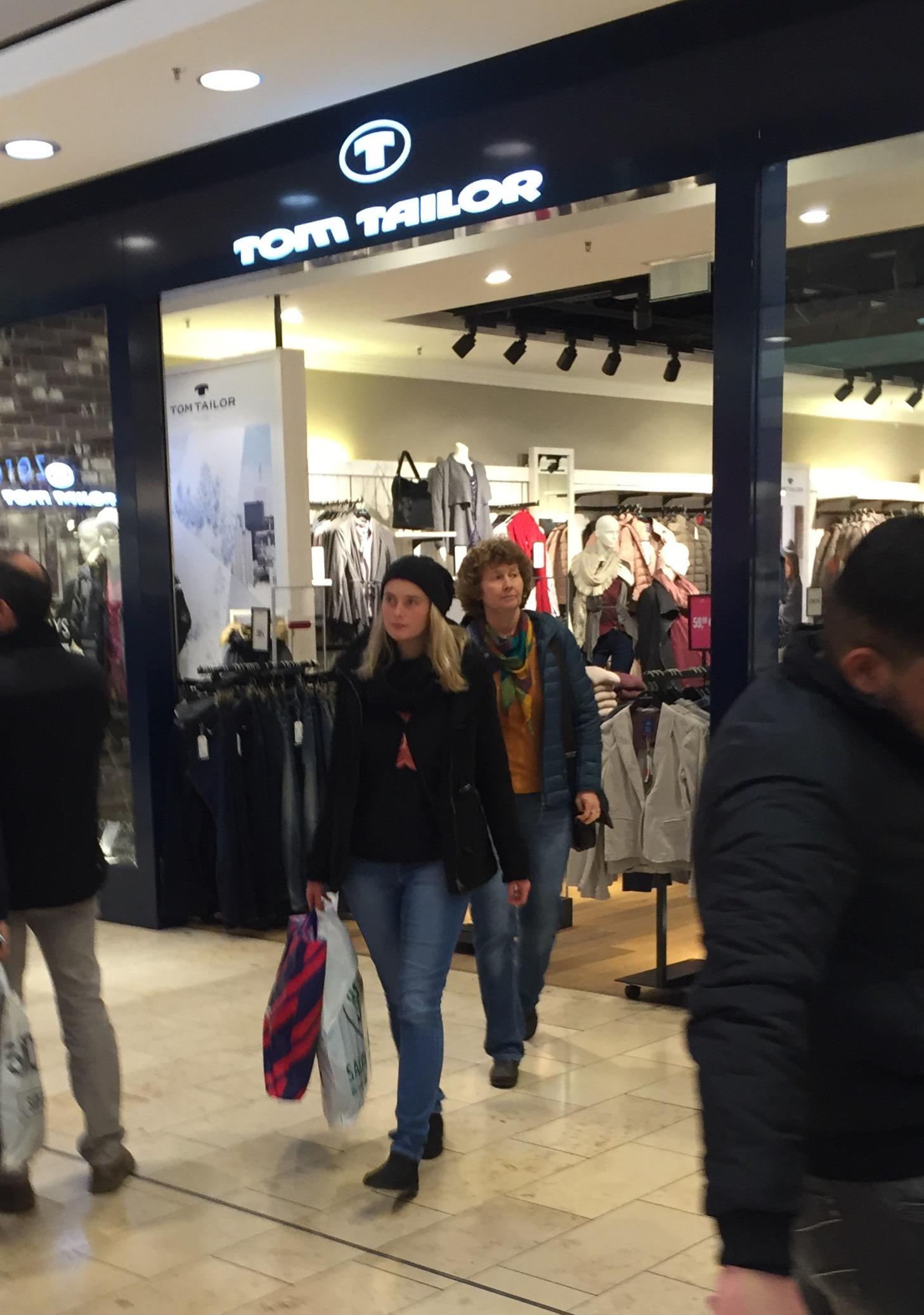
Magasin Tom Tailor

En 1962, l'entreprise commerciale fondée par Uwe Schröder importe des tissus d'Asie pour les revendre exclusivement à des grossistes en Allemagne. Ce n'est qu'en 1971 que le jeune entrepreneur se lance dans la mode en créant sa propre ligne de vêtements ciblant une clientèle masculine amatrice de vêtements de sport. Le logo Tom apparait pour la première fois en 1979 sur une ligne sportwear. En 1995 est créée une collection enfantine et quatre ans plus tard, en 1999, la marque se décline à travers une ligne de vêtements féminins, Tom Tailor Women Casual, qui représente aujourd'hui un tiers des ventes du groupe. En 2007, l'entreprise crée deux collections à destination des jeunes de 15 à 25 ans: Tom Tailor Denim Male et Tom Taylor Denim Female. En mars 2010, afin de se renforcer sur le marché international, Tom Tailor Group ouvre son capital à l'actionnariat privé en entrant à la bourse de Francfort au sein du SDAX. La même année est créée la marque Tom Tailor Baby en direction des nouveau-nés. Aujourd'hui Tom Tailor emploie plus de 6 000 personnes et est présente dans le monde à travers 1300 magasins. Tom Tailor se lance dans le polo afin d'agrandir sa fourchette de client, ce qui marche très bien.